# Гордієнко Вадим Миколайович
Вадим Миколайович Гордієнко — солдат Збройних сил України, учасник російсько-української війни, що відзначився під час російського вторгнення в Україну в 2022 році.
1997/1998 рр.	Торпедо (Запоріжжя)

## Нагороди
- орден «За мужність» III ступеня (2022) — за особисту мужність і самовіддані дії, виявлені у захисті державного суверенітету та територіальної цілісності України, вірність військовій присязі[1].